# Gustave Roth
Gustave "Staf" Roth (Antwerpen, 12 maart 1909 – 14 september 1982) was een Belgisch bokser. Hij werd in zijn carrière Europees kampioen bij de weltergewichten en wereldkampioen bij de halfzwaargewichten.

## Biografie
Staf Roth werd geboren als Gustave Scillie, maar omdat zijn broer Henri Scillie al professioneel bokser was, moest hij een andere naam kiezen om onder te boksen. Hij koos voor de familienaam van zijn moeder, Roth. Aanvankelijk was Roth een weltergewicht. In die gewichtsklasse veroverde hij op twintigjarige leeftijd de Europese titel, die hij twaalf keer met succes verdedigde. Later zou hij die titel nog één keer heroveren.
In 1936 werd hij wereldkampioen bij de halfzwaargewichten door de Duitser Adolf Witt op punten te verslaan. Daarmee is Roth een van de weinige Belgen die een wereldtitel van de International Boxing Union op zijn naam heeft staan. Roth bleef actief als bokser tot in 1945. Na zijn carrière gaf hij nog les in de opleiding tot leerkracht lichamelijke opvoeding aan de Katholieke Universiteit Leuven.
Roth werd begraven op het Schoonselhof te Antwerpen maar zijn graf is intussen geruimd.

## Trivia
- Beeldhouwer Louis Van Cutsem, die heel wat bekende sporters als Eddy Merckx, Stan Ockers en Rik Van Steenbergen vereeuwigde, maakte ook een buste van Staf Roth.[5]